# Relations entre l'Algérie et les Émirats arabes unis
Les relations entre l'Algérie et les Émirats arabes unis se réfèrent aux relations bilatérales, diplomatiques et culturelles entre la République algérienne démocratique et populaire et la monarchie constitutionnelle des Émirats arabes unis.

## Présentation
L’Algérie et les Émirats arabes unis sont membres de la ligue arabe, Organisation des pays exportateurs de pétrole et l'Organisation des Nations unies.

### Représentations officielles
L’Algérie a une ambassade à Abu Dhabi tandis que les Émirats arabes unis ont une ambassade à Alger.

### Relations bilatérales
En mai 2010, lorsque Sultan bin Saeed Al Mansoori (en), le ministre de l’Économie des Émirats arabes unis, a dirigé une délégation en Algérie, une déclaration commune et un protocole d’accord ont été signés avec le ministre algérien des Finances, Karim Djoudi.
Au cours de la visite, Al Mansoori a rencontré le Premier ministre algérien Ahmed Ouyahia et des discussions ont été entreprises sur le renforcement des relations commerciales bilatérales ainsi que sur l’élargissement de la coopération dans les domaines de l’enseignement supérieur, de l’environnement, des finances, de l’énergie douanière, des télécommunications et de l’industrie. Ouyahia considère les Émirats arabes unis comme une porte d’entrée vers le Moyen-Orient pour l’Algérie et un « hub stratégique ».
Il existe également un Conseil d’affaires EAU-Algérie, qui vise à encourager le commerce bilatéral et à stimuler les investissements entre les deux pays. Dans le secteur de l’énergie, les deux parties ont discuté du potentiel de partenariats dans l’exploration pétrolière et d’étudier la possibilité de former des projets communs dans le domaine des énergies renouvelables.[réf. nécessaire]

#### Brouille diplomatique de 2023-2024
Le 20 juin 2023, le président Tebboune limoge le ministre de la Communication Mohamed Bouslimani, peu de temps après la diffusion par le site de la chaîne privée Ennahar d'une information annonçant l'expulsion imminente de l'ambassadeur des Émirats arabes unis à Alger à la suite de l'« arrestation de quatre espions émiratis qui opéraient pour le compte du Mossad, le service de renseignement extérieur israélien ». Dans un communiqué de presse publié le même jour, le porte-parole du ministère algérien des Affaires étrangères dément « les informations dénuées de tout fondement relayées sur les réseaux sociaux et par certains médias, selon lesquelles le ministère aurait sommé l’ambassadeur émirati de quitter le territoire algérien ». Selon des sources du journal Le Point, « il s'agirait d'une tentative d'intox menée par une frange du pouvoir et que les autorités officielles ont tenté de contrecarrer ».
En août 2023, Abdelkader Bengrina, chef du mouvement islamiste El-Bina et soutien du président Tebboune, évoque les visites de responsables émiriens en Tunisie en accusant ces derniers de s'y rendre afin d'« inciter à la normalisation » avec Israël comme ils le font « dans tout pays arabe où ils se rendent ».
En janvier 2024, RFI rapporte que « sans avertissement, les Émirats ont pris des sanctions contre des dignitaires algériens considérés comme hostiles, et ne leur accordent plus de visas. Ils accusent Alger d'être hostile à leurs intérêts en Afrique du Nord et en Afrique subsaharienne ».
Le 10 janvier 2024, le Haut conseil de sécurité, organe de sécurité algérien, exprime « ses regrets concernant les agissements hostiles à l'Algérie, émanant d'un pays arabe frère » lors d'une réunion présidée par Abdelmadjid Tebboune « consacrée à l'examen de la situation générale dans le pays et de la situation sécuritaire liée aux pays du voisinage et au Sahel »,. Selon les observateurs, le pays visé est l'État des Émirats arabes unis.
Le 30 janvier, le Ministère algérien de la Justice interdit, via un courrier envoyé à la Chambre nationale des notaires, la signature de contrats privés en lien avec deux entreprises mixtes algéro-émirati : la Société des tabacs algéro-émiratie (STAEM) et la United Tobacco Company,.
Le 30 mars, le président Tebboune évoque une relation tendue avec les Émirats arabes unis, sans les nommer explicitement, et affirme que « partout où il y a des conflits, l'argent de cet État est présent, que ce soit au Mali, en Libye ou au Soudan. » Il explique que l'Algérie souhaite une cohabitation pacifique avec toutes les nations, mais que pour ceux qui la provoquent, « la patience a des limites ». Trois jours plus tard, le conseiller diplomatique du président émirati Mohammed ben Zayed Al Nahyane affirme sur le réseau social X — sans mentionner l'Algérie — qu'« il est étrange de voir comment un de nos frères lointains agit en faisant des allusions et des sous-entendus concernant ses relations avec les Émirats », et poursuit en déclarant que « choisir de ne pas répondre et de patienter face à ces provocations restera notre voie, car la sagesse est un héritage de notre leadership ».
Le 6 mai 2024, une source proche du dossier déclare à Reuters que l'Algérie annulera ses livraisons de gaz à l'opérateur énergétique Naturgy si ses actions sont vendues à une autre société, alors que le fonds d’investissement émirati TAQA est en négociations avec les actionnaires de Naturgy pour le rachat de leurs parts dans la société espagnole.